# 1427 en musique classique
| \| • Retour à la chronologie générale de la musique classique • \| |
| Grèce • Rome • Haut Moyen Âge • VIIIe siècle • IXe siècle • Xe siècle • XIe siècle XIIe siècle • XIIIe siècle • XIVe siècle • XVe siècle • XVIe siècle • XVIIe siècle XVIIIe siècle • XIXe siècle • XXe siècle • XXIe siècle |
| • Retour à la chronologie générale de la musique classique • |

| Années en musique classique : 1424 - 1425 - 1426 - 1427 - 1428 - 1429 - 1430    |
| Décennies en musique classique : 1390 - 1400 - 1410 - 1420 - 1430 - 1440 - 1450 |

## Événements
- Composition de la Missa Sancti Jacobi, messe de Guillaume Dufay